# Camden (Delaware)
Camden ist eine kleine Stadt auf der Delmarva-Halbinselim Kent County im US-Bundesstaat Delaware, Vereinigte Staaten, mit 3.715 Einwohnern (Stand: 2020).

## Geschichte
Die Geschichte der Stadt beginnt in den 1780er Jahren, als die Familie Mifflin sich in der Gegend niederließ und das Land in Parzellen aufteilte. Da sich hier zwei Durchgangsstraßen kreuzen war die Siedlung zunächst als Mifflins Crossroads bekannt. Erst in den 1790er Jahren wurde die Gemeinde in Camden umbenannt. Der wirtschaftliche Schwerpunkt lag im Handel mit Schnittholz, Dauben, Getreide und Eichenrinde, die über die Landungsstellen bei Lebanon und Forest Landing auf dem St. Jones River verschifft wurden, von diesen Anlegestellen wurden regelmäßige Schiffsverbindungen nach New York und Philadelphia. Die Eröffnung der Delaware Railroad und dem Bahnhof in Wyoming (Delaware) förderten das wirtschaftliche Wachstum der Gemeinde erheblich. 1975 gab es eine Volksabstimmung über den Zusammenschluss von Camden mit dem Nachbarort Wyoming wegen der Ablehnung durch die Bürger von Wyoming kam der Zusammenschluss allerdings nicht zustande. Die Stadt verfügt über zahlreiche historische Gebäude, ein Teil davon ist gemeinsam als Camden Historic District ausgewiesen. Darüber hinaus sind die Gebäude Brecknock, Camden Friends Meetinghouse, Star Hill AME Church und Zion African Methodist Episcopal Church als Einzelgebäude im National Register of Historic Places aufgeführt.

## Infrastruktur

### Verkehr
Die U.S. Route 13 verläuft in Nord-Süd-Richtung durch den östlichen Teil von Camden und führt im Norden nach Dover und im Süden nach Salisbury. Die U.S. Route 13 Alternate verläuft ebenfalls in Nord-Süd-Richtung allerdings als Main Street direkt durch das Zentrum von Camden. Die Delaware Route 10 verläuft in Ost-West-Richtung durch Camden auf der Camden Wyoming Avenue und führt in westlicher Richtung durch den ländlichen Westteil von Kent County zur Grenze nach Maryland und in östlicher Richtung zur Dover Air Force Base.
DART First State bietet Busverbindungen nach Camden auf der Route 104, die vom Walmart in Camden in nördlicher Richtung zum Dover Transit Center in Dover führt und Anschluss an andere lokale Buslinien hat, die das Gebiet um Dover bedienen; die Route 117, die vom Walmart in Camden in südlicher Richtung nach Harrington führt; und die Route 303, die in nördlicher Richtung nach Dover und in südlicher Richtung nach Georgetown führt.

### Versorgungsunternehmen
Delmarva Power, eine Tochtergesellschaft von Exelon, versorgt Camden mit Strom. Die Versorgung mit Erdgas erfolgt durch Chesapeake Utilities liefert Erdgas in die Stadt.[15] Die Camden-Wyoming Sewer & Water Authority versorgt Camden und das benachbarte Wyoming mit Wasser und sorgt für die Abwasserbehandlung.

### Schulen
- Nellie Hughes Stokes Elementary School
- Fred Fifer III Middle School
- Caesar Rodney High School

## Persönlichkeiten
- Henry Hayes Lockwood, geboren in Camden US-Brigadegeneral im Bürgerkrieg.
- Charles L. Terry Jr., geboren in Camden, 65. Gouverneur von Delaware